# 농카이주
농카이주(태국어: หนองคาย)는 태국의 주로, 이산 지방의 최북단에 있다. 나콘파놈 주, 사꼰나콘 주, 우돈타니 주, 르이 주와 이웃하고 있다. 주의 북쪽은 라오스의 비엔티안 주, 비엔티안 시, 볼리캄사이 주와 접경한다. 주도는 농카이이다.

## 지리
주는 라오스와의 경계를 이루는 메콩강의 계곡에 위치한다. 남쪽은 고지이다. 라오스의 수도 비엔티안은 주도 농카이로부터 25km 밖에 안 떨어져 있다. 태국, 라오스, 오스트레일리아 정부 합작으로 세워졌으며 1994년에 개통한 태국-라오스 우호교가 이들을 연결한다.

## 역사
농카이 주는 란쌍 왕국, 아유타야 왕국 쌍방의 지배를 번갈아 받은 것으로 유명하다.

## 행정 구역
주에는 9개의 암프(군)와 세부 행정구역인 62개의 땀본 그리고 705개의 무반 (행정 구역)이 있다. 2011년에 븡깐군이 븡깐주로 분리 독립하였다.
| 1. 므앙농카이군 2. 타보군 3. 폰피사이군 4. 시치앙마이군 5. 상콤군 | 1. 사크라이군 2. 파오라이군 3. 라따나와피군 4. 포딱군 |